# Chinguanja
Chinguanja – miasto w Angoli, w prowincji Cuando-Cubango.